# Dachverband Schweizerischer Gemeinnütziger Frauen
Dachverband Schweizerischer Gemeinnütziger Frauen (SGF), förut Schweizerischen Gemeinnützigen Frauenverein (SGF), är en kvinnoförening i Schweiz, grundad 1888.
Det grundades som den första nationella kvinnoföreningen i Schweiz.  